# عملية آلولة
عملية آلولة أو عملية آلولة أبا نيغا هو هجوم مضاد مستمر خلال حرب إقليم التغراي من قبل قوات دفاع تيغراي ضد قوة الدفاع الوطنية الإثيوبية وحلفائه في تيغراي. تمت تسمية العملية على اسم الجنرال الإثيوبي راس آلولة أبا نيغا، وهو من أصول تيغراانية. بدأ الهجوم في 18 يونيو 2021 و«حرر» مساحات شاسعة من الأراضي عبر وسط وشرق تيغراي، بما في ذلك العاصمة الإقليمية ميكيلي.

## الجدول الزمني
- في 23 يونيو أسقطت قوات دفاع تيغراي طائرة شحن تابعة للقوات الجوية الإثيوبية من نوع لوكهيد سي-130 هيركوليز.[5]
- في 28 يونيو سيطرت قوات دفاع تيغراي على العاصمة الإقليمية ميكيلي بعد إجبار قوات الدفاع الوطني على التراجع.
- في 29 يونيو انسحب الجنود الإريتريون من شاير وأكسوم وعدوا، مما سمح لقوات قوات دفاع تيغراي بالتحرك.[6]